# Karl Franz Alexander Johann Wilhelm von Nesselrode-Ehreshoven
Graf Karl Franz Alexander Johann Wilhelm von Nesselrode-Ehreshoven (auch: Nesselrode-Roth-Grimberg) (* 4. April 1752 in Westfalen; † 31. März 1822 in Münster) war ein preußischer Generalmajor und zuletzt Kommandeur der 13. Landwehr-Brigade. Ferner war er Amtmann von Blankenburg sowie Ritter des St. Joseph-Ordens.

## Leben

### Herkunft
Seine Eltern waren Karl Franz von Nesselrode (* 14. April 1713; † 11. April 1798) und dessen Ehefrau Anna, geborene Freiin von Loe (* 14. August 1721; † 5. Juni 1794). Sein Vater war kurpfälzisch-bayerischer Statthalter vom Herzogtum Jülich-Berg, Geheimer Staatsrat, Staats- und Konferenzminister, Amtsmann von Steinbach, herzoglich jülich-bergischer Kanzler sowie Ritter des St. Hubertus-Ordens. Der Domherr Johann Franz von Nesselrode-Ehreshoven war sein Bruder. Karls Schwester Isabella († 1824) heiratete Johann von Bassenheim, Theresia (1744–1819) Philipp von Lerchenfeld. Karls Bruder Wilhelm war mit Luise von Gontard verheiratet. Deren Sohn Karl Robert (1780–1862) war russischer Außenminister und Kanzler.

### Militärkarriere
Er ging 1770 in österreichische Dienste und avancierte bis 1795 zum Major. Als solcher nahm er 1795/97 am Ersten und 1799/1801 am Zweiten Koalitionskrieg teil. Im Zweiten kämpfte er in den Belagerungen von Mantua, Kehl, Turin und Alexandria. Im Gefecht bei Verona wurde er besonders belobigt aber auch verwundet, auch in der Schlacht bei Marengo wurde er verwundet. 1807 kam er dann als Landkommissar in das 1806 neugeschaffene Großherzogtum Berg. Dort stieg er 1811 zum Oberst auf und nahm im Jahr darauf am Russlandfeldzug teil. Am 14. April 1815 wechselte er in preußische Dienste und wurde als Oberstleutnant und Kommandeur im 1. Rheinischen Landwehr-Kavallerie-Regiment angestellt. Bereits am 26. Juni 1815 wurde er Oberst und am 31. Mai 1816 dem 1.Westpreußischen Dragoner-Regiment aggregiert. Aber am 7. Mai 1817 in das 2. Ulanen-Regiment aggregiert. Am 8. Juli 1819 beauftragte man ihn mit der Führung der Inspektion der Landwehr im Regierungsbezirk Münster, aber schon am 22. Februar 1820 wurde er zum Kommandeur der 13. Landwehr-Brigade ernannt. Er wurde noch am 30. März 1821 zum Generalmajor befördert, bevor er am 31. März 1822 in Münster starb.
Der General von Gneisenau schrieb 1816 über den Grafen: „Ein Mann von feinsten Ehrgefühl und ganz exemplarischen Lebenswandel. Er ist ein sehr guter Regimentskommandeur, welcher unmerkbar in aller Hinsicht, ganz besonders aber betreffend das in selbigem herrschende gleichförmige Detail, sehr zweckmäßig und vorteilhaft auf das ihm untergeordnete Regiment wirft und dessen Aufnahme ins stehende Herr - welche Auszeichnung ihn auch sehr glücklich machen würde, auf welche er jedoch wegen der nur wenigen Seiner Majestät dem König geleisteten Dienste Anspruch zu machen sich nicht berechtigt fühlt - außer Zweifel viel Gewinn für selbigen sein wird.“ Auf die Empfehlung hin kam er zum 2. Ulanen-Regiment.

### Familie
Er heiratete am 1. Oktober 1782 Josepha Gräfin von Hatzfeld-Wildenbruch (* 26. Dezember 1761; † 1816). Das Paar hatte mehrere Kinder:
- Marianna Alexandrine Charlotte (* 2. September 1782), Stiftsdame zu Kleve
- Franz Bertram (* 1. Dezember 1783; † 7. Dezember 1847) ⚭ Maria Luise von Hanxleden (* 2. April 1799; † 1851)
- Karl Friedrich Joseph (* 10. Januar 1786; † Juli 1868), russischer Generalleutnant ⚭ Thekla Nalecz von Gorska (* 1793; † 18. April 1851)
- Karoline Auguste (* 16. Juni 1787; † 8. Februar 1846)

⚭ 1802 Johann Wilhelm Karl Franz von Nesselrode-Reichenstein (* 5. Juli 1778; † 31. März 1822), Sohn von Johann Franz Joseph von Nesselrode-Reichenstein
⚭ N.N. von Müller
- Sophie Karoline (* 4. November 1788)
- Wilhelm Franz Karl (* 23. August 1789)
- Franz Wilhelm (* 8. Dezember 1793; † 1812)
- Carl (1795–1795)
- Isabella Caroline Wilhelmine (* 8. Oktober 1798; † 1. Februar 1876) ⚭ Ferdinand Ludwig Joseph von Hompesch zu Bolheim (* 17. Juli 1766; † 24. Juli 1831), englischer General, Sohn von Franz Karl Joseph Anton von Hompesch zu Bolheim
- Rudolph Carl Godfried (* 21. März 1799), K.u.K. Offizier